# Lobão da Beira
Lobão da Beira ist eine Ortschaft im Norden Portugals.

## Geschichte
Funde belegen eine vorgeschichtliche Besiedlung. Die Römer übernahmen die hier befindliche Siedlung der Castrokultur.
Der heutige Ort entstand vermutlich im Zuge der Wiederbesiedlungspolitik nach der Reconquista. Erstmals offiziell erwähnt wurde der Ort im königlichen Register von 1288, als Sitz der Gemeinde São Julião de Lobão, zugehörig zum damaligen Kreis Besteiros.

## Verwaltung
Lobão da Beira ist eine Gemeinde (Freguesia) im Kreis (Concelho) von Tondela, im Distrikt Viseu. In der Gemeinde leben 1002 Einwohner (Stand 19. April 2021).

## Bevölkerungsentwicklung
| Einwohnerzahl der Gemeinde Lobão da Beira (1527–2011) | Einwohnerzahl der Gemeinde Lobão da Beira (1527–2011) | Einwohnerzahl der Gemeinde Lobão da Beira (1527–2011) | Einwohnerzahl der Gemeinde Lobão da Beira (1527–2011) | Einwohnerzahl der Gemeinde Lobão da Beira (1527–2011) | Einwohnerzahl der Gemeinde Lobão da Beira (1527–2011) | Einwohnerzahl der Gemeinde Lobão da Beira (1527–2011) | Einwohnerzahl der Gemeinde Lobão da Beira (1527–2011) | Einwohnerzahl der Gemeinde Lobão da Beira (1527–2011) | Einwohnerzahl der Gemeinde Lobão da Beira (1527–2011) | Einwohnerzahl der Gemeinde Lobão da Beira (1527–2011) | Einwohnerzahl der Gemeinde Lobão da Beira (1527–2011) | Einwohnerzahl der Gemeinde Lobão da Beira (1527–2011) | Einwohnerzahl der Gemeinde Lobão da Beira (1527–2011) |
| ----------------------------------------------------- | ----------------------------------------------------- | ----------------------------------------------------- | ----------------------------------------------------- | ----------------------------------------------------- | ----------------------------------------------------- | ----------------------------------------------------- | ----------------------------------------------------- | ----------------------------------------------------- | ----------------------------------------------------- | ----------------------------------------------------- | ----------------------------------------------------- | ----------------------------------------------------- | ----------------------------------------------------- |
| 1527                                                  | 1758                                                  | 1864                                                  | 1878                                                  | 1890                                                  | 1900                                                  | 1911                                                  | 1920                                                  | 1930                                                  | 1940                                                  | 1950                                                  | 1960                                                  | 1991                                                  | 2011                                                  |
| 111                                                   | 1062                                                  | 1735                                                  | 1803                                                  | 1734                                                  | 1718                                                  | 1834                                                  | 1500                                                  | 1685                                                  | 1660                                                  | 1630                                                  | 1605                                                  | 1264                                                  | 1193                                                  |

## Söhne und Töchter der Gemeinde
- Cândido de Figueiredo (1846–1925), Autor, Romanist, Lusitanist und Lexikograph